# Чарівне (Кропивницький район)
Чарівне́ — село в Україні, у Кетрисанівській сільській громаді Кропивницького району Кіровоградської області. Населення становить 695 осіб. Колишній центр Чарівненської сільської ради.

## Населення
Згідно з переписом УРСР 1989 року чисельність наявного населення села становила 713 осіб, з яких 329 чоловіків та 384 жінки.
За переписом населення України 2001 року в селі мешкала 691 особа.

### Мова
Розподіл населення за рідною мовою за даними перепису 2001 року:
| Мова       | Відсоток |
| ---------- | -------- |
| українська | 95,11 %  |
| молдовська | 2,45 %   |
| російська  | 2,45 %   |